# Josef Šorm
Josef Šorm (* 2. März 1932 in Dvůr Králové nad Labem; † 11. Mai 2022) war ein tschechoslowakischer Volleyballspieler.

## Leben
Josef Šorm gewann mit der tschechoslowakischen Volleyballnationalmannschaft Silber bei der Weltmeisterschaft 1960, bei der Weltmeisterschaft 1962 sowie bei den Olympischen Sommerspielen 1964.
Auf Vereinsebene war Šorm für Lokomotiva Prag und ab 1968 für den belgischen Club Atlas Kortrijk aktiv.